# Picnomon acarna
Genre
Espèce
Classification phylogénétique
Synonymes
- Piknomon Adans.
- Acarna Vaill.
- Carduus acarna L.[1]
- Carlina acarna (L.) M.Bieb.[1]
- Cirsium pisidium Wettst.[1]
- Cnicus acarna (L.) L.[1]
- Carthamus canescens Lam.[1]
- Cirsium acarna (L.) Moench[1]

Picnomon acarna, de nom commun cirse acarna, est une espèce de plantes à fleurs de la famille des Asteraceae. Elle est l'unique représentant du genre Picnomon.

## Description
Picnomon acarna peut atteindre une hauteur de 2 à 5 dm. La forme biologique de l'espèce est l'hémicryptophyte grimpant. C'est une plante épineuse à la fois sur les feuilles et dans la tige. Les racines sont secondaires.
La partie aérienne de la tige est dressée et épineuse. La partie terminale est ramifiée en corymbe.
Les feuilles ont une dentition linéaire ou lancéolée avec 3 à 4 dents pointues de chaque côté se terminant par des épines de 5 à 12 mm de long. Entre les dents, il y a des denticules épineux denses. Elles ont une largeur de 1 cm et une longueur de 8 à 12 cm.
Les inflorescences sont formées par des capitules sous des sessiles ou solitaires ou disposées en faisceaux. Les capitules sont surpassés par de très longues feuilles bractées. Les fleurs sont enfermées dans une enveloppe cylindrique formée de plusieurs bractées se terminant par une épine pennée et des surfaces densément soyeuses (pour les poils laineux de type arachnoïdien). À l'intérieur de l'enveloppe, un réceptacle forme la base des fleurs tubulaires. La fleur a une largeur de 8 mm et une longueur de 15 mm.
Les fleurs de la tête sont toutes tubulaires (le type ligulé, présent dans la majorité des astéracées, est ici absent), elles sont aussi hermaphrodites, tétracycliques (à 4 verticilles: calice, corolle, androcée, gynécée) et pentamères (chaque verticille a 5 éléments). Les sépales du calice sont réduits au minimum (une couronne d'écailles). La couleur de la corolle est pourpre rosâtre. Les étamines sont au nombre de 5 et présentent des filaments libres et papilleux qui ont la particularité d'effectuer des mouvements pour libérer le pollen. Les anthères sont caudées à la base (elles ont une queue courte).
La fécondation se fait essentiellement par pollinisation des fleurs.
Les fruits sont des akènes à pappus. La forme de l'akène est elliptique. À l'apex, les akènes sont dépourvus de couronne (présents dans d'autres genres) ; au lieu de cela, il y a une protubérance hémisphérique. La surface est lisse, glabre et colorée du brun au noir avec des taches longitudinales plus claires. Le pappus est composé de poils plumeux ; la couleur est blanche ou blanc jaunâtre. La taille de l'akène est de 4 à 6 mm, le pappus a une longueur de 12 à 15 mm.
Les graines tombées au sol (après avoir été transportées sur quelques mètres par le vent grâce à la dissémination avec les pappus) sont ensuite dispersées principalement par des insectes comme les fourmis.

## Répartition
Picnomon acarna est présent dans la région méditerranéenne. En Crète, l'espèce pousse sur des sites rudéraux, des terres cultivées et en jachère, des phryganes surpâturés et des bruyères en coussin à des altitudes de 0 à 2 150 mètres. En Italie, cette espèce est présente au centre et au sud, mais est considérée comme rare. Cette plante se trouve dans les Alpes françaises (départements des Alpes-de-Haute-Provence, Alpes-Maritimes et Drôme), tandis que sur les autres montagnes européennes elle est présente dans le Massif Central, les Pyrénées et les Balkans. Il est généralement présent au Maroc, en Algérie, en Tunisie, en Anatolie, en Syrie, Israël et d'autres régions d'Asie occidentale et une zone autour de la mer Caspienne jusqu'au Turkménistan. Certaines présences en Australie-Méridionale sont considérées comme naturalisées.

## Écologie
Dans certains pays, comme le Liban, cette plante est considérée comme un ravageur des cultures agricoles. Une fois implantée sur un certain territoire, elle rivalise surtout avec les cultures céréalières en les étouffant. Elle peut également présenter des problèmes de pâturage, car ses épines acérées éloignent les moutons et autres animaux, limitant ainsi les zones de pâturage.
Elle est une plante hôte de la chenille de Calyciphora acarnella.

### Picnomon
- Ressources relatives au vivant (pour Picnomon) :   - Australian Plant Name Index
  - Base de données des plantes d'Afrique
  - Dyntaxa
  - EPPO Global Database
  - Germplasm Resources Information Network
  - Global Biodiversity Information Facility
  - iNaturalist
  - Interim Register of Marine and Nonmarine Genera
  - International Plant Names Index
  - Plants of the World Online
  - Tela Botanica
  - Tropicos
  - VicFlora
  - World Register of Marine Species

### Picnomon acarna
- Ressources relatives au vivant (pour Picnomon acarna) :   - Australian Plant Name Index
  - Base de données des plantes d'Afrique
  - Dyntaxa
  - EPPO Global Database
  - European Nature Information System
  - Flora of Israel Online
  - Germplasm Resources Information Network
  - Global Biodiversity Information Facility
  - iNaturalist
  - International Plant Names Index
  - Invasive Species Compendium
  - The Plant List
  - Plants of the World Online
  - Portale della Flora d'Italia
  - TAXREF (INPN)
  - Tela Botanica
  - Tropicos
  - VicFlora
  - Wildflowers of Israel
  - World Register of Marine Species